# Tefal
Tefal är ett franskt företag som tillverkar köksutrustning och som ägs av Groupe SEB. Företaget grundades av Marc Grégoire 1956.